# Corporate Trading
Corporate Trading ist eine Finanzlösung zur Vermeidung bilanzieller Abwertungen, bei der die Corporate-Trading-Anbieter auf eigene Rechnung Waren und Dienstleistungen kaufen und vertreiben. Typischerweise übernimmt ein Corporate-Trading-Anbieter abschreibungsbedrohte Waren von seinem Kunden und bietet diesem im Gegenzug Dienstleistungen an (z. B. die Schaltung von Werbung). Zur Abwicklung von Corporate-Trading-Transaktionen ist auch von Kundenseite der Einsatz von Barmitteln erforderlich. Damit beschränkt sich Corporate Trading nicht auf das Betreiben einer Tauschbörse oder Handelsplattform (wie beim Tauschhandel/Bartering), Corporate-Trading-Anbieter übernehmen daher auch selbst unternehmerische Risiken.
Corporate Trading ist nicht zu verwechseln mit dem Handel mit Unternehmen (Unternehmenskäufe und -verkäufe) durch Investoren oder mit Kapitalanlage- und Investment-Services (Wertpapierhandel) speziell für Unternehmen. Beides wird teilweise ebenfalls als Corporate Trading bezeichnet.

## Markt und Anbieter
- Genaue Marktdaten liegen nicht vor.
- Schätzungen zufolge wickeln sieben bis zehn Anbieter 95 Prozent des globalen Corporate Trading-Geschäfts ab (Intercapital).
- Heimatmarkt der meisten Anbieter sind die USA.
- Anbieter sind zum Beispiel Active International, Icon International (gehört zur Omnicom Gruppe) und Limmatkontor.

## Beteiligte
- Der Corporate-Trading-Anbieter bildet das Bindeglied für alle Corporate Trading-Aktivitäten: Jede Transaktion bzw. Aktivität läuft über den Corporate-Trading-Anbieter, zwischen den übrigen Beteiligten bestehen keine direkten Verbindungen.
- Die Corporate Trading-Kunden sind in der Regel mittelgroße und große Unternehmen, häufig Konsumgüterhersteller, zum Beispiel in den Bereichen Kosmetik, Nahrungsmittel & Getränke, Elektrogeräte, Spielwaren, Textil und Haushaltsprodukte.
- Die Vermarktungspartner übernehmen für den Corporate Trading-Anbieter den Vertrieb der vom Kunden übernommenen Waren. Dazu nutzen die Vermarktungspartner Vertriebskanäle, zu denen die Corporate Trading-Kunden nicht oder nur eingeschränkt Zugang haben – wie zum Beispiel den inländischen und ausländischen Einzelhandel, Großhandel, Direktvertrieb und Internetvertrieb sowie Rabattaktionen.
- Die Servicepartner sind zum Beispiel Verlage und TV-Sender, Druckereien, Hotels und Speditionen. Sie bieten Dienstleistungen in den Bereichen Werbung/Media, Reise, Event, Hotel, Druck, Logistik und Transport an, die die Corporate Trading-Kunden sukzessive über den Corporate Trading-Anbieter abrufen können.

## Corporate-Trading-Prozess
Corporate-Trading-Anbieter helfen Unternehmen, Abschreibungen auf Vermögensgegenstände zu vermeiden, indem sie diese Vermögensgegenstände in Leistungen für das Unternehmen umwandeln. Dies geschieht aus Kundensicht im Wesentlichen in zwei Schritten:
1. Schritt – Finanzlösung und Vermarktung der Ware: Ein Corporate-Trading-Anbieter übernimmt von seinem Kunden Vermögensgegenstände, deren Marktwert stark gefallen ist, und bezahlt dafür in der Regel den vollen Buchwert. Solche Vermögensgegenstände können Lagerbestände aus missglückten Produkteinführungen sein, Aktionsware, die nicht im Aktionszeitraum verkauft werden konnte, Ware aus stornierten Aufträgen, Auslaufware oder ähnliches.
2. Schritt – Sukzessives Abrufen von Dienstleistungen: In der Folgezeit bezieht der Corporate-Trading-Kunde Leistungen aus dem Portfolio des Corporate Trading-Anbieters – etwa Werbekapazitäten, Druck, Hotel- und Reisekontingente. Dabei handelt es sich um Dienstleistungen, die das Unternehmen fortlaufend benötigt. Es bezahlt beim Corporate Trading aber nicht den vollen Betrag bar, sondern setzt für einen Teil der Summe die zuvor verkaufte Altware ein.

## Abgrenzung zum Bartering
Im Unterschied zum Bartering sind die Transaktionen zwischen den Beteiligten beim Corporate Trading komplett voneinander entkoppelt. Corporate Trading-Kunden können deswegen beim sukzessiven Abrufen der Leistungen immer aus dem kompletten Portfolio eines Corporate-Trading-Anbieters auswählen. Hinzu kommt, dass der Corporate Trading-Anbieter selbst unternehmerisches Risiko übernimmt – dies geht über das Bereitstellen einer Tauschplattform wie beim Bartering hinaus.